# メンヘラ
メンヘラは、何らかのメンタルヘルスの問題を抱えている人や、抱えていると思われる人を指す俗語。元々はネットスラングであったが、現在は一般化している。

## 定義
メンヘラはもともと特定の精神疾患を指すものではなくメンタルヘルス的に問題のある人という意味である。対人関係のトラブルが起きやすい境界性パーソナリティ障害のイメージが強いとも言われているがそれだけとは限らない。
しかしながらSNSにおいては「自己肯定感が低く人に依存して迷惑をかける人」というニュアンスで使われることも多いと言われている。
なお精神疾患を抱えるには至らないものの、成人における不安の愛着（不安型愛着スタイル）で情緒不安定を抱え社会性に影響を与える人々についてもメンヘラと呼ばれることがある。特に『メンヘラ製造機』（後述）はその態度によってパートナーを情緒不安定のメンヘラにさせると言われている。また全ての女子はメンヘラであるという説も登場している。
またメンヘラとナルシシズムとの関連性が心理学者の加藤諦三によって指摘されている。

### ヤンデレとの違い
メンヘラと似た概念に病むとデレるを組み合わせたヤンデレがあるが、ヤンデレは相手が好きすぎるあまり愛情表現が病的に歪んだ形で出ることであり、相手がいなくても成り立つメンヘラとは意味合いが異なる。
ステレオタイプのメンヘラは愛すより愛されたいという要求が強いと言われるものの、病みながらも愛したいし愛されたいというメンヘラとヤンデレの重複をただのメンヘラよりも上位として見る向きも存在するとされる。

## ファッションメンヘラ
ファッションメンヘラ（ファッヘラ）とは特定の障害が無いのにメンヘラのように振る舞う人のことである。
ファッションメンヘラにはSNS映えのためや、界隈に入るため、ホストなどの推しにメンヘラが好きと言われて、など様々なケースがあるとされる。

## ヘラる・病む
メンヘラからはその派生語として心が不安定になることを意味する「メンがヘラる」およびそれを省略した「ヘラる」という言葉も生まれた。
またその類語として心が落ち込むことを意味する「病む」も使われるようになった。

## 歴史

### 前史
もともと1990年代はノストラダムスの大予言によって終末感が漂っており、それもあってか終末感と病み感の強いヴィジュアル系バンドが人気となっていった。ヴィジュアル系を好む女性はバンギャルと呼ばれていたが、当時のバンギャルはまだメンヘラとは遠い印象であったとされる。
一方、1994年には『愛知県西尾市中学生いじめ自殺事件』が起き、その報道もあっていじめ自殺が流行していった。
またフィクション作品では1997年にヤンキー物が衰退し、それに代わって桜井亜美の『イノセントワールド』（1996年）を始めとするトラウマ語り物が増加、音楽でも1998年にトラウマ語りが中心の『Cocco』や『椎名林檎』が登場した。

### 始まり
1998年、代表的なメンタルヘルス系（メンヘル系）の日記作家『南条あや』が登場したが、1999年3月に彼女が亡くなるとそれを模倣して日記を書く人が急増した。社会学者の土井隆義はこの日記を承認欲求が透けて見えると評し、自立欲求から承認欲求への移行は時代の流れであるとした。
また1998年には自殺者が約35%増加したが、1998年12月にインターネット経由での自殺幇助である『ドクター・キリコ事件』が発生しそれが報道されると、各ウェブホスティング会社が自殺系サイトの自主規制を行い、その代わりとして自分の自傷をテーマとした自傷系サイトが増えていったとされる。この自傷系サイトには例えば「ロブ@大月」の開設する『自傷らーの館』が存在した。
一方、1997年3月には日本未承認の選択的セロトニン再取り込み阻害薬 (SSRI) を「ハッピードラッグ」として宣伝する書籍『脳内薬品: SSRI』（酒井和夫）が登場し、次いで1999年5月には日本において初のSSRIである『フルボキサミン』（デプロメールおよびルボックス）が登場した。
1999年6月、自傷の問題を抱える主人公の映画『ファザーレス 父なき時代』（企画：村石雅也）が劇場公開されるが、この映画の観客にはリストカット経験者が多く集まっていたとされる。前述のロブ@大月の自著によれば1999年11月に行われたこの映画の最終上映の後より『自傷らーの館』のオフ会が行われるようになったとされる。次いで2000年11月25日には映像『鬱/リストカッターとの対話』（撮影・編集：村石雅也）がアップリンク渋谷で開催されたライター 今一生による自傷に関するイベント『自傷だヨ、全員集合』で初上映された。
一方、1999年11月には大規模掲示板群『2ちゃんねる』に『躁鬱板』が追加され、翌2000年に躁鬱板が『メンタルヘルス板』（略称：メンヘル板）へと改名されたが、この2000年頃より精神疾患を抱えた人のカミングアウト（自己開示）が流行した。
その後、2001年頃よりはメンタルヘルスに問題を抱える人がメンヘラー、メンヘラと呼ばれるようになっていった。

### 病みの文化的拡大
1999年12月には携帯向けホームページサービス『魔法のiらんど』が登場し、そこで当時のギャルが浜崎あゆみの歌詞を引用しながら病みを表現するようになった。また2000年3月には前述の『魔法のiらんど』にケータイ小説を書くための『BOOK機能』が追加され、それによって『恋空』や『赤い糸』をはじめとするリアル系ケータイ小説が登場し人気となっていったが、そのケータイ小説でも、浜崎あゆみの影響が強く、またリストカットのような病み表現も登場していた。浜崎あゆみは元々ヤンキードラマの汚れ役として不幸な少女を演じており、ケータイ小説も彼女の歌詞を通してその影響を受けていたとする見方がある。
また同じ頃にはヴィジュアル系バンドを好むバンギャルからもメンヘラ文化（ネオ・マゾヒズム文化）が生まれていったと見られている。この代表的なバンドには『ムック』が存在する。少女漫画でも2000年にそれらと雰囲気の近いバンド物の『NANA』（矢沢あい）が登場し2005年に映画化され人気となっていったが、評論家の阿部嘉昭はNANAや浜崎あゆみについて「不如意のときに、ちっちゃな幅で示される前向きな精神性が、女の子にはリアルと映るらしい」と評価していた。
ファッションではリストカットと共にゴシック・アンド・ロリータ（自傷系ゴスロリ）も流行していったが、臨床心理士の矢幡洋はこれを傷ついたもの同士の交流を目的としたものと評し、当事者の雨宮処凛はこれを注目されないことによる不安から来たものと評していた。
ノンフィクションの書籍では2000年10月に前述の『自傷らーの館』で得た情報をまとめた『リストカットシンドローム』（前述のロブ@大月）及び『リストカット：手首を切る少女たち』（小田晋）が、2001年8月に『生きちゃってるし、死なないし―リストカット&オーバードーズ依存症』（前述の今一生）が、2004年2月に『卒業式まで死にません―女子高生南条あやの日記』（前述の南条あや）が、2006年3月に『問題少女: 生と死のボーダーラインで揺れた』（長田美穂）が登場した。地上波テレビにおいても2003年11月23日に日本テレビよりドキュメンタリー番組『心が壊れる・・・～ リストカット症候群 ～』が、2005年11月5日にNHK総合よりドキュメンタリー番組『夜回り先生2 水谷修のメッセージ～生きていてくれて、ありがとう～』が登場した。そのうち書籍『リストカットシンドローム』によれば自傷をする人は高学歴でありながら両親との仲が悪い人が多かったとされる。
またリストカットする人は境界性パーソナリティ障害と診断される女性が多いと言われていた。一方、精神科医の小野和哉は10年前よりも典型的な境界性パーソナリティ障害が減少し、自我構造・人格構造の脆い患者が増えていると評していた。
また精神科医の名越康文によれば自身のところに来る患者のリストカットは自殺目的のものが減少し精神的安定を目的とするものが増えていたとされるが、2003年には自殺者の数が過去最悪となった。
同2003年にはゴシック・アンド・ロリータ好きかつリストカットを行っていたカップルから親殺しの『河内長野市家族殺傷事件』が起きたが、男性の方は家族を道連れにして死のうと思っていたと供述していたほか、この女性のホームページ『禁忌の接吻』及びその日記『内臓狂想曲』ではリストカットを含め死を連想させるものが多く、こちらも精神科医の風野春樹によって境界例に近いだろうと見られていた。
その後、2006年には『自殺対策基本法』が制定され、また同2006年には『自殺総合対策会議』も設置された。
一方、2008年には「トラウマテクノポップバンド」の『アーバンギャルド』が登場し、翌2009年にはそのバンドより「メンヘラーに人権を!」の文字の登場する曲PV『女の子戦争』が登場した。
また、1990年代後半には少年漫画誌に精神的問題のあるキャラの登場する久米田康治の漫画『かってに改蔵』及びその後継作の『さよなら絶望先生』が登場しており、2008年〜2010年にはそれらの影響を受けた琴葉とこのWeb漫画『メンヘラちゃん』が登場した。
なお2010年に行われた東京大学の学生生活実態調査では、初めてメンタルヘルスに関する項目が追加され、その結果において「強い不安に襲われた」人が49.2%、「気分が落ち込んだり、何にも興味が持てなくなった」人が 37.2％ 、「人と話していてとても緊張したり、不安を感じた」人が35.3％にも上り、またその割合は男子よりも女子の方が高いという結果となっていた。東京大学教員の上野千鶴子はメンヘラにおけるリストカットや過食嘔吐の原因を、思うようにいかない人生や人間関係に対する自罰としてみていた。
またメンヘラは企業の適性検査における性格検査によって弾かれるため就職が健常者に比べて困難となっていた。

### 病み垢の登場
2007年4月9日頃よりは日本でも短文SNSの『Twitter』が人気となっていくが、その後いつからかこれまで電子掲示板 (BBS) で行われてた病みの表現が掲示板に代わってTwitter上で行われるようになっていった。病みを発信するアカウントは『病み垢』と呼ばれるようになり、ハッシュタグでは「#病み垢さんと繋がりたい」「#病み垢さんと仲良くなりたい」が登場した。また、うつ病診断者の増加に伴う前述の抗うつ薬 SSRI 処方の拡大によって、2011年には SSRI の売上が推定で約1,000億円まで成長していた。
そんな中で2011年3月の東日本大震災以降はメンヘラ表現、病み表現がポップ化されていったとされる。例えばTwitter上ではネタ（ネタツイ）を呟くネタ系ツイッタラーが人気となっていたが、メンヘラクラスタからもメンヘラ芸を行う「メンヘラ神」などのツイッタラーが登場して人気となっていった。当時のメンヘラ垢は明るかったと言われているが、メンヘラをアイデンティーとしながらも埋もれないよう周囲と差を付けようとしたために過激化が進んでいったと言われている。
2013年11月4日にはメンヘラ評論家「はるしにゃん」の編集するメンヘラ評論の同人誌『メンヘラリティ・スカイ』が登場し、前述のメンヘラ神もそこへの寄稿を行っていた。またメンヘラ神はメンヘラ総合雑誌の出版を計画していたが、心中未遂をしていた彼氏との関係が悪化し、2013年11月9日には彼氏からの自殺教唆によって自死を選ぶこととなった。
次いで2013年11月24日には「エロいメンヘラ処女jc」を名乗ってFC2動画で配信していたネットアイドルの少女による自死配信の『滋賀女子中学生自殺配信事件』が起きた。

### 女性によるメンヘラ表現の商業化
一方、2012年には前述の琴葉とこのWeb漫画『メンヘラちゃん』が商業化された。次いで2013年には江崎びす子の病みかわいい変身キャラクター『メンヘラチャン』が登場して若者人気を獲得し、原宿系においても「ゆめかわ」ブームの派生として『病みカワ』ファッションが登場した。
2014年には江崎びす子の個展『メンヘラチャン展』が開催され、また同2014年にはあおいうに主催によるメンヘラ美術大学生・芸術大学生を集めた美術展覧会『メンヘラ展』が開始された。2015年の『メンヘラ展』には江崎びす子も参加している。
また2014年にはこのメンヘラチャンのコラボグッズ「リスカバングル」が発売され完売したが、この「リスカバングル」は2015年の再販においてTwitter上でリストカットをファッションのようにしているとして批判され販売中止に追い込まれた。
2015年には病んだ女性を集めたアイドルグループの『病ンドル』と『ぜんぶ君のせいだ。』が登場し、翌2016年には音楽アーティストから「メンヘラかわいい」を売りとする『ナナヲアカリ』が登場した（『ハッピーになりたい』など）。
2018年にはガイアックスのスタートアップ支援によってメンヘラがメンヘラのまま「幸せに病める世界をつくる」ことを目的とした株式会社メンヘラテクノロジーが設立された。

### 重い愛化
スマートフォンにおいては脱出ゲームアプリがブームとなっていたが、その中から脱出ゲームに恋愛要素を取り入れたものが登場し、メンヘラ要素を取り入れるようになっていった。2013年にはバンド「ミオヤマザキ」の楽曲『メンヘラ』の宣伝としてメンヘラ彼女に閉じ込められるスマートフォン向け脱出ゲームアプリ『マヂヤミ彼女』が登場し、このゲーム及び楽曲が大人気となった。なお楽曲『メンヘラ』は有線放送で放送禁止となっていたとされる。
次いで G.Gear.inc （グローバルギア）からもメンヘラかつヤンデレ気質な女性キャラの登場するスマートフォン向け脱出ゲーム『元カノ(仮)と今カノと僕』（2015年）や『元カノは友達だから問題ない』（2016年）が登場した。
またこの頃には育成ゲームでもメンヘラ要素を取り入れたものが登場した。これには2015年1月にクロノス（後のGMOプレイミュージック）より登場した育成ゲームの『束縛彼女シリーズ』がある（2020年ドラマ化）。
一方、2015年にはガンガン系漫画誌に愛が重いメンヘラ少女の純愛がテーマの『ハッピーシュガーライフ』が登場して2018年夏にアニメ化され、その主題歌を前述のナナヲアカリが務めた。
またTwitterからは「どうして誰の一番にもなれないんだろう…」などの病み絵を投稿するイラストアカウント『メンヘラ少女』が登場し、2017年にはこの「メンヘラ少女」が前述のバンド「ミオヤマザキ」とのコラボを行って同バンドの曲をイラスト化した。
2019年5月、新宿ホスト殺人未遂事件が起こると、その犯人の供述「好きで好きで仕方なかった」がヤンデレ、最上位のメンヘラだとして話題となり、ぴえん系女子の間で「好きで好きで仕方なかった」のブームが起きた。
2021年には少女漫画誌『りぼん』でメンヘラ少女を主人公とした『骨の髄まで愛してね』（小林ユキ）が登場した。

### 萌え化
2017年に動物の萌え擬人化アニメ『けものフレンズ』が登場してブームとなったが、Twitter上では2019年頃よりその萌えキャラの一人『アライグマ』（アライさん）になりきって自身の深刻な問題をカミングアウトする「アライさん界隈」（略称：ア界隈）が流行した。
2019年にはアイドルゲーム『アイドルマスター シンデレラガールズ』シリーズに弱メンタルで「やむ」が口癖のアイドル『夢見りあむ』が登場し、同ゲームのアイドル投票イベントで3位を獲得、同年の『ネット流行語100』でも15位を獲得し、後にメンヘラファッションのブランドの一つ『TRAVAS TOKYO』とのコラボも行われた。
次いで2022年1月にはメンヘラ少女をネットアイドルに育てるゲーム『NEEDY GIRL OVERDOSE』（ワイソーシリアス）が登場して人気となった。またその後もゲームでは『メンヘラアンサンブル - Needy Girlfriends -』（2022年12月、サイバーステップ）、『メンヘラファーム』（2025年4月、sugar star*）、『メンヘラリウム』（発売日未定、テスカトリポカ）などのメンヘラを冠するものが登場した。
2023年にはメンヘラメイド店員×ヤンデレアイドルの漫画『平良深姉妹はどっちもヤんでる』が登場した。

## メンヘラ製造機
恋愛相手をメンヘラにする人はメンヘラ製造機とも呼ばれている。
メンヘラ製造機の一例では育児書を参考にして相手を自分へと依存させながら、時折突き放すことで相手をメンヘラにしていたものの、メンヘラ製造機の自分自体もメンヘラであったと述べている。

### 歴史
2016年には女性漫画誌『Eleganceイブ』よりメンヘラ製造機の男をヒーローとする恋愛漫画『凪のお暇』が登場し、2019年にTBS系でドラマ化された。
2018年には青年漫画誌『グランドジャンプ』よりメンヘラ製造機の男の登場する群像劇漫画『来世ではちゃんとします』が登場し、2020年よりテレビ東京系でドラマ化された。
2019年12月11日にはNHKのバラエティ番組『ねほりんぱほりん』に「元メンヘラ製造機」の回が登場した。

## イベント
- メンヘラの集い - R指定が主催のライブイベント
- メンヘラ展 - あおいうにが主催のアートイベント

## 関連作品
- 映画
  - 『恋のいばら』 パルコ配給 2023年[121]
- 漫画
  - 前田 シェリー かりんこ『メンヘラ製造機だった私が鼻にフォークを刺された話』 2023年
- 音楽
  - R指定
    - 『アイアムメンヘラ』 2012年
    - 『青春はリストカット』 2013年
    - 『病ンデル彼女』[84] 2014年

  - 病ンドル[84] 2015年
  - ぜんぶ君のせいだ。[84] 2015年
  - ミオヤマザキ『メンヘラ』[84] 2015年
  - 0.1gの誤算『有害メンヘラドール』 2016年
  - シェルミィ 2016年[122]